# Synodontis albolineatus
Synodontis albolineatus är en fiskart som beskrevs av Pellegrin 1924. Synodontis albolineatus ingår i släktet Synodontis och familjen Mochokidae. IUCN kategoriserar arten globalt som livskraftig. Inga underarter finns listade i Catalogue of Life.